# Christian Eckert
Pour les articles homonymes, voir Eckert.
Christian Eckert, né le 8 février 1956 à Algrange (Moselle), est un homme politique français.
Membre du Parti socialiste de 1981 à 2021, il est député de Meurthe-et-Moselle de 2007 à 2014. Il est secrétaire d’État auprès du ministre des Finances et des Comptes publics, chargé du Budget, dans les gouvernements Valls I, Valls II et Cazeneuve (2014-2017).

## Biographie

### Situation personnelle
Christian Eckert fréquente l’École normale supérieure de Saint-Cloud en tant qu'auditeur libre et réussit l'agrégation de mathématiques,. En parallèle de ses études, il travaille pendant l'été aux hauts-fourneaux de Florange, à l'aciérie Martin, afin de gagner un peu d'argent.
Il enseigne les mathématiques au lycée en BTS et en classes préparatoires aux grandes écoles. Il a notamment exercé au lycée Saint-Exupéry de Fameck (Moselle) de 1981 à 1991 et au lycée Louis-Bertrand de Briey (Meurthe-et-Moselle) de 1991 à 2007.

### Parcours politique

#### Élu de Meurthe-et-Moselle
Christian Eckert adhère au PS en 1981. Il est adjoint au maire de la commune anciennement minière de Trieux du 12 mars 1983 au 1er mars 1987, date à laquelle il accède à la fonction de maire. Conseiller régional à partir du 15 mars 1998, il est vice-président du conseil régional de Lorraine chargé de l'aménagement du territoire et de l'après-mine de 2004 à 2010.
Au sein du Parti socialiste, il fait partie du courant de Laurent Fabius.

#### Député
Christian Eckert a été élu député dans la troisième circonscription de Meurthe-et-Moselle au second tour des élections législatives de 2007. Il obtient 53,95 % des voix face à Édouard Jacque, député UMP sortant.
Il est porte-parole du PS à l'Assemblée nationale contre le texte libéralisant le travail dominical. En décembre 2009, il souligne le conflit d'intérêts des différentes fonctions d'Éric Woerth.
Christian Eckert est à partir du 28 juin 2012 rapporteur général de la commission des Finances, de l'Économie générale et du Contrôle budgétaire de l'Assemblée nationale. 
Christian Eckert prépare une proposition de loi destinée à confier à la Caisse des Dépôts les avoirs en déshérence conservés indument par les banques et les sociétés d'assurance. La loi est votée et promulguée en juin 2014. Les avoirs ainsi transférés représentent à ce jour plus de 7 Milliards d'Euros, toujours récupérables par les ayants droit, et qui reviendront à l’État après la déchéance du droit de propriété fixée à 30 ans en France. 
Toujours en 2012, il est l'auteur de l'amendement qui instaure la taxe sur les dividendes reposant sur une contribution additionnelle à l'impôt sur les sociétés (IS), taxe qui est maintenue en dépit de doutes sur sa légalité dès 2015. Le dispositif est jugé contraire au droit de l'Union européenne par la Cour de justice de l'Union européenne (CJUE) en mai 2017, avant d'être totalement invalidé début octobre par le Conseil constitutionnel, qui juge que cette taxe induit une « rupture d'égalité » devant l'impôt. En octobre 2017, alors qu'il apparaît que ce qui est désigné comme un « fiasco fiscal » coûtera près de 10 milliards d’euros au contribuable français et risque de faire déraper le déficit public, le gouvernement Édouard Philippe fustige l'amateurisme des responsables politiques qui ont mis cette taxe en place visant en particulier Michel Sapin, ainsi que Christian Eckert,. Répondant aux critiques du gouvernement, Christian Eckert nie tout amateurisme juridique arguant de la « complexité du droit » et pointe du doigt les responsabilités partagées avec Emmanuel Macron, alors secrétaire adjoint de l'Élysée chargé des questions budgétaires, fiscales et économiques, et du directeur adjoint du ministre de l'Économie chargé de la fiscalité des entreprises, Alexis Kohler, devenu secrétaire général de l'Élysée en 2017.
En avril 2013, Christian Eckert se dit opposé au projet de loi sur le contrôle du patrimoine des élus. En avril 2014, à la suite de la défaite des élections municipales pour le PS, il fait partie des 89 députés réclamant un nouveau contrat de majorité.

#### Secrétaire d’État au Budget
Le 9 avril 2014, il est nommé secrétaire d'État chargé du Budget, dans le premier gouvernement Valls. La députée Valérie Rabault devient alors rapporteur général du budget à l'Assemblée nationale. 
Le 16 décembre 2015, au nom du gouvernement, il fait revoter et annuler l'amendement socialiste sur la transparence fiscale des grandes sociétés,,.
Pendant la primaire citoyenne de 2017, il soutient Manuel Valls.
En juin 2017, la Cour des comptes critique sévèrement dans un audit les textes budgétaires du gouvernement sortant, jugeant qu'ils sont entachés « d'insincérités ». Elle juge que le déficit 2017 a été minimisé du fait « d'une sous-estimation des dépenses de l'État » pourtant connues du gouvernement dès l'automne 2016. Christian Eckert, tout comme Michel Sapin, se défend de tout manque de sérieux.

#### Après Bercy
Il est candidat à sa succession dans la troisième circonscription de Meurthe-et-Moselle lors des élections législatives de 2017, avec Jean-Marc Fournel, maire de Longwy, comme suppléant. Il est éliminé dès le premier tour avec 9,52 % des voix.
En 2018, il publie aux éditions Robert Laffont un livre intitulé Un ministre ne devrait pas dire ça… (par analogie avec le livre d'entretiens avec François Hollande, Un président ne devrait pas dire ça...), dans lequel il se montre très critique à l'égard du président Emmanuel Macron, sur le poids des groupes d'intérêt lorsque celui-ci était ministre de l'Économie du gouvernement Valls et sur l'utilisation de son ministère comme un « tremplin » dans la préparation de sa campagne présidentielle.
Le 5 mai 2021, il annonce son départ du Parti socialiste en dénonçant « des tergiversations nationales et locales » au sujet des élections régionales.

## Détail des fonctions et des mandats

### Au gouvernement
- 9 avril 2014 – 17 mai 2017 : secrétaire d’État auprès du ministre des Finances et des Comptes publics, chargé du Budget.

### À l’Assemblée nationale
- 20 juin 2007 – 9 mai 2014 : député de la troisième circonscription de Meurthe-et-Moselle.
- 28 juin 2012 – 22 avril 2014 : rapporteur général du budget.

### Au niveau local
- 12 mars 1983 – 1er mars 1987 : adjoint au maire de Trieux.
- 1er mars 1987 – 12 mars 1989 : maire de Trieux.
- 25 mars 2001 – 15 mars 2014 : maire de Trieux.
- 15 mars 1998 – 14 mars 2010 : conseiller régional de Lorraine.
- 28 mars 2004 – 14 mars 2010 : vice-président du conseil régional de Lorraine.

## Publications
- Un ministre ne devrait pas dire ça…, Robert Laffont, 2018.

### Préface
- Julien Briot-Hadar, Dans les méandres de la fraude fiscale, Legitech, 2022.
- Julien Briot-Hadar, Lutter contre la fraude fiscale en entreprise, Vuibert, 2025.